# 巴薩丁根-施拉廷根
巴薩丁根-施拉廷根是瑞士的城鎮，位於該國東北部，由圖爾高州負責管轄，面積15.64平方公里，海拔高度410米，2012年人口1,712，一半人口信奉基督教，人口密度每平方公里109人。

## 外部連結
- Official website of Basadingen-Schlattingen